# Günther Lütjens
Günther Lütjens (ur. 25 maja 1889 w Wiesbaden, zm. 27 maja 1941) – niemiecki wojskowy, dowódca floty III Rzeszy, admirał.

## Życiorys
W roku 1907 wstąpił do Cesarskiej Marynarki jako kadet. Szkołę marynarki ukończył z 20. lokatą na 160 podchorążych. Szybko wyrobił sobie znakomitą opinię jako szkoleniowiec broni torpedowej. Podczas I wojny światowej dowodził początkowo torpedowcami T 68 (wrzesień-grudzień 1914), T 21 (styczeń-marzec 1915), A 5, A 20 (maj 1915-luty 1916), następnie półflotyllą „A” Flotylli Torpedowców „Flandria” i torpedowcem A 40 (luty 1916-listopad 1918). Brał udział w wielu akcjach bojowych – starciach z siłami lekkimi, rozpoznaniach, ostrzeliwaniu wybrzeży i ratowaniu własnych, uszkodzonych jednostek. Był odznaczony Krzyżem Żelaznym I oraz II klasy, a wojnę zakończył w stopniu kapitana.
Od roku 1929, w stopniu komandora podporucznika, dowodził I Flotyllą Torpedowców. Od 1931 był kierownikiem wydziału personalnego oficerów w Ministerstwie Obrony, a w 1933 został szefem wydziału personalnego floty. W latach 1934–1935 dowodził krążownikiem „Karlsruhe”. W październiku 1937 uzyskał stopień kontradmirała i powierzono mu funkcję dowódcy Sił Torpedowych (Führer der Torpedoboote, FdT). Po wybuchu II wojny światowej, we wrześniu 1939 walczył na Bałtyku i m.in. wziął udział w potyczce z polskimi okrętami koło Helu (na pokładzie niszczyciela „Leberecht Maass”). Od 21 października 1939 został dowódcą Sił Zwiadowczych. Podczas kampanii norweskiej pancerniki „Scharnhorst” i „Gneisenau”, osłaniające pod jego flagą siły desantowe, stoczyły walkę z brytyjskim „Renownem”. Przewidywano, iż jako dowódca sił morskich „Zachód” będzie dowodził siłami morskimi podczas planowanej inwazji Wielkiej Brytanii. W styczniu 1940 mianowano go wiceadmirałem, w czerwcu odznaczono Krzyżem Rycerskim i 18 czerwca 1940 został dowódcą floty. We wrześniu awansował na admirała.
W okresie 30 stycznia-22 marca 1941 dowodził zespołem „Scharnhorst” – „Gneisenau” podczas udanego rajdu przeciw żegludze na Atlantyku (operacja Berlin). Był następnie jednym z organizatorów operacji Rheinübung – rejsu korsarskiego pancernika „Bismarck” i krążownika „Prinz Eugen” w maju 1941 i dowódcą tego zespołu okrętów. W rozmowie z kmdr. Vossem przed operacją „Rheinubung” powiedział: Chciałbym się pożegnać, nigdy już nie wrócę. Jeśli się weźmie pod uwagę przewagę Brytyjczyków, nie jest prawdopodobne, abyśmy to przeżyli.... Zginął wraz z pancernikiem „Bismarck” 27 maja 1941.
Jego imieniem nazwano niszczyciel rakietowy marynarki RFN „Lütjens”, oddany do służby w 1969.

## Odznaczenia
- Krzyż Rycerski Krzyża Żelaznego – 14.06.1940
- Krzyż Żelazny I klasy z okuciem ponownego nadania- 09.1939
- Krzyż Żelazny II klasy z okuciem ponownego nadania – 10.1939
- Krzyż Rycerski Orderu Domowego Hohenzollernów z Mieczami – 12.1917
- Krzyż Żelazny I klasy – 08.1916
- Krzyż Żelazny II klasy – 10.1915
- Krzyż Fryderyka Augusta I i II Klasy (Oldenburg)
- Krzyż Rycerski II Klasy Orderu Lwa Zeryngeńskiego (Badenia)
- Krzyż Hanzeatycki (Hamburg)
- Krzyż Honorowy za Wojnę 1914/1918 (dla Frontowców)
- Odznaka za służbę w Wehrmachcie klas I-IV
- Odznaka Honorowa Niemieckiego Czerwonego Krzyża I Klasy
- Medal Pamiątkowy za Powrót Kłajpedy
- Medal Pamiątkowy 1 października 1938
- Krzyż Zasługi Wojskowej III klasy z odznaczeniem wojennym (Austro-Węgry)
- Krzyż Komandorski z Gwiazdą Orderu Zasługi Republiki Węgierskiej

## Awanse
- 21 sierpnia 1908 – chorąży marynarki (Fähnrich zur See)
- 28 września 1910 – podporucznik marynarki (Leutnant zur See)
- 27 września 1913 – porucznik marynarki (Oberleutnant zur See)
- 24 maja 1917 – kapitan marynarki (Kapitänleutnant)
- 1 kwietnia 1926 – komandor podporucznik (Korvettenkapitän)
- 1 października 1931 – komandor porucznik (Fregattenkapitän)
- 1 lipca 1933 – komandor (Kapitän zur See)
- 1 października 1937 – kontradmirał (Konteradmiral)
- 1 stycznia 1940 – wiceadmirał (Vizeadmiral)
- 1 września 1940 – admirał (Admiral)